# Élections législatives de 1993 dans la Haute-Saône
Les élections législatives françaises de 1993 se déroulent les 21 et 28 mars 1993. Dans le département de la Haute-Saône, trois députés sont à élire dans le cadre de trois circonscriptions.

## Élus
| Circonscription | Député sortant     | Parti | Parti | Député élu ou réélu | Parti | Parti |
| --------------- | ------------------ | ----- | ----- | ------------------- | ----- | ----- |
| 1re             | Christian Bergelin |       | RPR   | Christian Bergelin  |       | RPR   |
| 2e              | Jean-Pierre Michel |       | PS    | Jean-Pierre Michel  |       | PS    |
| 3e              | Philippe Legras    |       | RPR   | Philippe Legras     |       | RPR   |

## Positionnement des partis
Les candidats d'alliance RPR-UDF et divers droite se présentent sous la bannière de l'Union pour la France et ceux du Parti socialiste derrière l'Alliance des Français pour le Progrès. Par ailleurs, Les Verts et Génération écologie s'unissent sous l'étiquette Entente des écologistes.

## Résultats

### Résultats à l'échelle du département
| Parti          | Parti                                 | Premier tour | Premier tour | Second tour | Second tour | Sièges |
| Parti          | Parti                                 | Voix         | %            | Voix        | %           | Sièges |
| -------------- | ------------------------------------- | ------------ | ------------ | ----------- | ----------- | ------ |
|                | Rassemblement pour la République      | 38 381       | 33,78        | 20 903      | 27,83       | 2      |
|                | Union pour la démocratie française    | 13 142       | 11,57        | 19 408      | 25,84       | 0      |
|                | Union pour la France                  | 51 523       | 45,35        | 40 311      | 53,68       | 2      |
|                |                                       |              |              |             |             |        |
|                | Parti socialiste                      | 18 393       | 16,19        | 20 735      | 27,61       | 1      |
|                | Divers gauche (Maj. prés.)            | 8 016        | 7,06         | 14 051      | 18,71       | 0      |
|                | Alliance des Français pour le progrès | 26 409       | 23,25        | 34 786      | 46,32       | 1      |
|                |                                       |              |              |             |             |        |
|                | Génération écologie                   | 4 858        | 4,28         |             |             | 0      |
|                | Les Verts                             | 2 407        | 2,12         | 0           |             |        |
|                | Entente des écologistes               | 7 265        | 6,39         |             |             | 0      |
|                |                                       |              |              |             |             |        |
|                | Front national                        | 14 324       | 12,61        |             |             | 0      |
|                | Parti communiste français             | 7 231        | 6,36         | 0           |             |        |
|                | Divers écologiste                     | 3 924        | 3,45         | 0           |             |        |
|                | Lutte ouvrière                        | 2 117        | 1,86         | 0           |             |        |
|                | Extrême droite                        | 474          | 0,42         | 0           |             |        |
|                | Divers                                | 343          | 0,30         | 0           |             |        |
|                |                                       |              |              |             |             |        |
| Inscrits       | Inscrits                              | 168 261      | 100,00       | 108 940     | 100,00      | 3      |
| Abstentions    | Abstentions                           | 45 493       | 27,04        | 27 397      | 25,15       |        |
| Votants        | Votants                               | 122 768      | 72,96        | 81 543      | 74,85       |        |
| Blancs et nuls | Blancs et nuls                        | 9 158        | 7,46         | 6 446       | 7,91        |        |
| Exprimés       | Exprimés                              | 113 610      | 92,54        | 75 097      | 92,09       |        |

### Résultats par circonscription

#### Première circonscription (Vesoul)
|                | Christian Bergelin sortant réélu | RPR (UPF)      | 22 207 | 53,98  |  |  |  |
|                | Claude Beaufils                  | PS             | 6 869  | 16,7   |  |  |  |
|                | Marcel Grognu                    | FN             | 4 983  | 12,11  |  |  |  |
|                | Alain Cwiklinski                 | Les Verts (EÉ) | 2 407  | 5,85   |  |  |  |
|                | Frédéric Bernabé                 | PCF            | 2 227  | 5,41   |  |  |  |
|                | Geneviève Boll                   | LT-LNÉ         | 1 432  | 3,48   |  |  |  |
|                | Jean Lheureux                    | LO             | 1 013  | 2,46   |  |  |  |
|                |                                  |                |        |        |  |  |  |
| Inscrits       | Inscrits                         | Inscrits       | 59 311 | 100,00 |  |  |  |
| Abstentions    | Abstentions                      | Abstentions    | 15 452 | 26,05  |  |  |  |
| Votants        | Votants                          | Votants        | 43 859 | 73,95  |  |  |  |
| Blancs et nuls | Blancs et nuls                   | Blancs et nuls | 2 721  | 6,2    |  |  |  |
| Exprimés       | Exprimés                         | Exprimés       | 41 138 | 93,8   |  |  |  |

#### Deuxième circonscription (Lure - Héricourt)
| Candidat       | Candidat                         | Parti          | Premier tour | Premier tour | Second tour | Second tour |  |
| Candidat       | Candidat                         | Parti          | Voix         | %            | Voix        | %           |  |
| -------------- | -------------------------------- | -------------- | ------------ | ------------ | ----------- | ----------- |  |
|                | Louis Moschetti                  | UDF (PR)       | 13 142       | 34,31        | 19 408      | 48,35       |  |
|                | Jean-Pierre Michel sortant réélu | PS             | 11 524       | 30,08        | 20 735      | 51,65       |  |
|                | Jean-Marc Brissaud               | FN             | 5 368        | 14,01        |             |             |  |
|                | Hubert Guerrin                   | PCF            | 3 333        | 8,7          |             |             |  |
|                | Margareth Châtelain              | GÉ (EÉ)        | 2 374        | 6,2          |             |             |  |
|                | Mireille Lang                    | LT-LNÉ         | 1 461        | 3,81         |             |             |  |
|                | Noël Hennequin                   | LO             | 1 104        | 2,88         |             |             |  |
|                |                                  |                |              |              |             |             |  |
| Inscrits       | Inscrits                         | Inscrits       | 57 185       | 100,00       | 57 187      | 100,00      |  |
| Abstentions    | Abstentions                      | Abstentions    | 15 527       | 27,15        | 13 524      | 23,65       |  |
| Votants        | Votants                          | Votants        | 41 658       | 72,85        | 43 663      | 76,35       |  |
| Blancs et nuls | Blancs et nuls                   | Blancs et nuls | 3 352        | 8,05         | 3 520       | 8,06        |  |
| Exprimés       | Exprimés                         | Exprimés       | 38 306       | 91,95        | 40 143      | 91,94       |  |

#### Troisième circonscription (Luxeuil-les-Bains)
| Candidat       | Candidat                      | Parti                      | Premier tour | Premier tour | Second tour | Second tour |  |
| Candidat       | Candidat                      | Parti                      | Voix         | %            | Voix        | %           |  |
| -------------- | ----------------------------- | -------------------------- | ------------ | ------------ | ----------- | ----------- |  |
|                | Philippe Legras sortant réélu | RPR (UPF)                  | 16 174       | 47,34        | 20 903      | 59,8        |  |
|                | Jean-Noël Jeanneney           | Divers gauche (Maj. prés.) | 8 016        | 23,46        | 14 051      | 40,2        |  |
|                | Norbert Just                  | FN                         | 3 973        | 11,63        |             |             |  |
|                | Danielle Olivier-Koehret      | GÉ (EÉ)                    | 2 484        | 7,27         |             |             |  |
|                | François Monin                | PCF                        | 1 671        | 4,89         |             |             |  |
|                | Michèle Dalas                 | LT-LNÉ                     | 1 031        | 3,02         |             |             |  |
|                | Jean-Claude Poulet            | AP                         | 474          | 1,39         |             |             |  |
|                | Gérard Van der Stichelen      | Divers                     | 343          | 1            |             |             |  |
|                |                               |                            |              |              |             |             |  |
| Inscrits       | Inscrits                      | Inscrits                   | 51 765       | 100,00       | 51 753      | 100,00      |  |
| Abstentions    | Abstentions                   | Abstentions                | 14 514       | 28,04        | 13 873      | 26,81       |  |
| Votants        | Votants                       | Votants                    | 37 251       | 71,96        | 37 880      | 73,19       |  |
| Blancs et nuls | Blancs et nuls                | Blancs et nuls             | 3 085        | 8,28         | 2 926       | 7,72        |  |
| Exprimés       | Exprimés                      | Exprimés                   | 34 166       | 91,72        | 34 954      | 92,28       |  |